# 대원강업
대원강업은 차량용ㆍ산업용 스프링과 차량용 시트를 제작ㆍ판매하는 코스피 상장기업이다.
대원강업은 설비와 재료를 모두 자체적으로 가공하는 일괄생산체제를 구축하고 있다. 매출구성은 스프링 제품 86.6%, 시트 제품 12.2%, 기타 1.2% 가량이다.

## 연혁
- 1946년 9월: 회사 설립
- 1964년 1월: 해외수출 개시
- 1965년 6월: KS표시허가 취득
- 1966년 9월: 차량용 시트 개발 및 생산
- 1977년 6월: 기업공개, 전국 기계공업인대회 동탑산업훈장
- 1982년 10월: 제3회 기술진흥확대회의 동탑산업훈장
- 1984년 10월: 본사 사옥 준공
- 1986년 11월: 기술연구소 설립
- 1987년 3월: 상공의날 석탑산업훈장
- 1993년 3월: 상공의날 금탑산업훈장
- 1997년 7월: 폴란드에 합작회사 D&D Springs Poland 설립
- 2001년 2월: KTX용 시트 개발 및 생산
- 2001년 11월: 우수자본재개발 유공 은탑산업훈장
- 2003년 3월: 콘티테크대원 에어스프링시스템즈(주) 설립
- 2004년 5월: 제1회 자동차의날 동탑산업훈장 수훈
- 2005년 3월: 중국법인 북경대원아시아기차과기유한공사 설립
- 2006년 11월: 미국법인 DAEWON AMERICA INC. 설립
- 2007년 6월: 미국R&D개발지원센터 개설
- 2007년 12월: 인도법인 DAEWON INDIA AUTOPARTS PRIVATED LIMITED 설립
- 2009년 5월: 제6회 자동차의날 철탑산업훈장 수훈
- 2009년 7월: 러시아법인 DAEWON SOLLERS LLO. 설립
- 2010년 9월: 우수자본재개발 유공 금탑산업훈장 수훈
- 2011년 3월: 독일R&D개발지원센터 개설, 중국 강소대원아시아기차탄황유한공사 설립
- 2012년 9월: 천안 신공장 개설 착공
- 2013년 12월: 본사 천안 이전 및 신천안공장 준공
- 2014년 5월: 자동차의날 은탑산업훈장 수훈
- 2015년 10월: 대원멕시코 DAEWON MEXICO, S. DE R.L. DE C.V 설립
- 2016년 1월: KR레일클립 개발 및 생산
- 2016년 3월: 창원2공장 함안 이전
- 2016년 10월: 회사 창립70주년 기념식
- 2017년 5월: 중국 중경사무소 설립
- 2017년 9월: 중국R&D센터 설립
- 2017년 9월: 인도법인(DWI)물류창고(아나다퍼시)설치
- 2019년 12월: 사업연속성 경영시스템(ISO 22301) 인증

## 사업
시가총액은 4,000억원 가량의 규모로, 매년 400억대 안팎의 순이익을 내 왔다. 최근 중국 및 인도 등 신흥국으로부터 중저가 자동차 부품이 국내 및 세계적으로 판매가 증가하여 성장하고있는 기업이다.

## 사업장
- 본사: 충청남도 천안시 서북구 성거읍 오송1길 114-41 (모전리 278-5)
- 기술연구소: 서울특별시 중구 세종대로5길 35 (남대문로5가 6-15)
- 성환공장: 충청남도 천안시 서북구 성환읍 성월2길 65 (성월리 39)
- 창원공장: 경상남도 창원시 성산구 완암로 35 (웅남동 54)
- 함안공장: 경상남도 함안군 군북면 함안산단5길 (사도리 1217)
- 북경대원아시아기차과기유한공사: 중국 베이징
- 강소대원아시아기차탄황유한공사: 중국 장쑤성
- 대원아메리카: 미국 앨라배마주 어번
- 대원멕시코: 멕시코 누에보레온주 몬테레이
- 대원인디아: 인도 타밀나두 주 첸나이
- 대원유럽: 폴란드 루블린
- 대원Spring&Seat LLC 러시아 이젭스크
- 디트로이트 R&D 지원센터: 미국 미시간주 디트로이트
- 프랑크푸르트 R&D 지원센터: 독일 프랑크푸르트

## 관계회사
- 대원제강주식회사
- 대원정밀공업주식회사
- 주식회사 삼원강재
- 콘티테크대원에어스프링시스템즈주식회사
- 주식회사 대원총업